# المنت اسکیتبوردز
المنت اسکیتبوردز (انگلیسی: Element Skateboards) شرکت لوازم ورزشی آمریکایی است، که در سال ۱۹۹۲ تأسیس شد.